# Barebacking
Barebacking of bareback is het hebben van geslachtsgemeenschap zonder condoom. De term is afkomstig uit de paardensport en staat daar voor het berijden van een paard zonder zadel.
Barebacking is risicovol door de grotere kans op het krijgen en doorgeven van een soa en/of hiv ten opzichte van veiliger vrijen.

## Bescherming tegen hiv
Met name mensen die meer risico op hiv lopen door anale geslachtsgemeenschap kunnen zich tegen hiv beschermen door het gebruik van PrEP. Dit beschermt echter niet tegen andere seksueel overdraagbare aandoeningen (soa's).